# GAZ-61
 (avril 2021).
 (avril 2021).
La GAZ-61 était une voiture de tourisme construite par GAZ de 1940 à 1945. Il s'agissait d'une version 4x4 de la voiture de tourisme GAZ-11-73, avec une stature plus élevée et un suspension renforcée et modifiée. Elle était principalement disponible en berline 4 portes, mais un pick-up et un cabriolet ont également été construits comme prototypes. Le GAZ-61 était principalement utilisé par l'Armée rouge comme véhicule d'état-major, mais certains étaient également utilisés comme tracteurs d'artillerie.
Le GAZ-61 était l’un des premiers prédécesseurs du SUV Crossover moderne.
Bien qu'un seul prototype de pick-up GAZ-61 ait été construit, ce véhicule a servi de base au tracteur d'artillerie GAZ-61-416. Celui-ci était basé sur le pick-up, mais avait un empattement plus long, une cabine ouverte et pas de portes. Cela a réduit le coût de production et a permis au véhicule de transporter efficacement l'artillerie et de la déployer rapidement en position de combat, ainsi que de l'accrocher rapidement à un véhicule pour son redéploiement. De nouveaux changements de conception ont provoqué l'émergence du modèle GAZ-61-416. Le premier pick-up d'essai a été assemblé dans les premiers jours après le début de la Grande Guerre patriotique, le 25 juin 1941, l'exemplaire suivant a été assemblé le 4 août. Au cours des tests, les machines ont montré une bonne capacité de cross-country et une bonne traction. Le véhicule a été adopté comme tracteur d'artillerie pour les canons de 45 mm. En octobre 1941, la production en série des véhicules GAZ-61-416 commença. Pendant la guerre, le tracteur d'artillerie légère GAZ-61-416 était équipé d'un canon antichar ZiS-2 de 57 mm couplé au véhicule directement en usine et envoyé au front près de Moscou. Le résultat fut un chasseur de chars rapide et maniable, mais la petite échelle de production n'a pas permis à ce véhicule de faire ses preuves pleinement. La production du GAZ-61-416 a été interrompue à partir de 1942 en raison d'un manque de moteurs 6 cylindres et de pièces de carrosserie. À la fin de 1941, 36 tracteurs de ce type avaient été fabriqués. La plupart d’entre eux furent perdus lors des combats près de Moscou. Dès le début de l’année 1942, cette machine n’est plus produite faute de tôles d’acier automobile. En juin 1942, l'usine de Gorki reçut la tâche de poursuivre la production du GAZ 61-416, mais il n'était techniquement pas possible de la remplir et une nouvelle production n'eut pas lieu. On ne sait pas si ces véhicules ont atteint la fin de la guerre.